# Spanoparea
Spanoparea is een geslacht van insecten uit de familie van de afvalvliegen (Heleomyzidae), die tot de orde tweevleugeligen (Diptera) behoort.

## Soorten
- S. discolor (Loew, 1872)
- S. laffooni Gill, 1962
- S. walkeri Garrett, 1925